# Pablo Carbonell
Pablo Carbonell Sánchez-Gijón (Cadis, 28 de juliol de 1962) és un cantant, humorista i actor espanyol.

## Biografia
A principis dels anys 1980 va formar un duo juntament amb Pedro Reyes en Huelva, on residia. Va participar en el programa de televisió La bola de cristal, de TVE.
Posteriorment, el 1984 va formar el grup de música Los Toreros Muertos (amb el gallec Many Moure i l'argentí Guillermo Piccolini) fins a l'any 1992, amb cançons tan conegudes com Mi agüita amarilla.
Després d'aquesta època comença a col·laborar amb El Gran Wyoming en programes de televisió com La noche se mueve, El peor programa de la semana o el popular Caiga quien caiga, en el qual feia de reporter de carrer realitzant preguntes a polítics i famosos. També va compaginar aquestes tasques amb altres com a actor en diferents pel·lícules del cinema espanyol. També va ser el director de la pel·lícula Atún y chocolate. El film va aconseguir una nominació als Goya per al mateix Pablo Carbonell en la categoria d'actor novell. Pablo va obtenir el premi a Millor Actor en el Festival de Màlaga per aquesta pel·lícula. Va sobreescriure al costat d'Eva Salmerón la novel·la Sinsáhara, editada en inici per Microscòpia del paper i actualment disponible en la col·lecció "Punt de lectura" (Editorial Santillana).
Va participar com a reporter en el programa de la cadena Cuatro: 1 equipo i com a reporter de recerca humorístic al programa Buenafuente, en la seva etapa d'Antena 3.
Ha col·laborat com a jurat al talent show Tú sí que vales i en 2008 es va incorporar a la 16a temporada de la sèrie Hospital Central. Així mateix, des de setembre de 2008 i fins a gener de 2009, va conduir l'espai El intermedio, a La Sexta, la nit dels divendres.
És soci fundador de la discogràfica 18 Chulos Records, que actualment és la discogràfica i agència d'esdeveniments 18Chulos Records&Events, al costat de Javier Krahe, El Gran Wyoming, Pepín Tre, Faemino i Santiago Segura. Interpreta tres dels 18 boleros chulos que editaren en 2003.
El 2013 fou concursant de Splash! Famosos al agua, d'Antena 3, en el qual va entrar com a reserva i on només va durar un programa, ja que va ser eliminat pel salt tan simple que va executar des del trampolí. A l'any següent, en 2014, va ser convidat juntament amb la seva filla Mafalda al programa d'Antena 3 Tu cara me suena mini, on cantaren la cançó d'Hombres G "Marta tiene un marcapasos".
Entre 2015 i 2016 interpreta Odiseo en la tercera temporada de Gym Tony a Cuatro, un peculiar i misteriós obrer municipal que treballa en una rasa al costat del gimnàs. En 2016 aconsegueix ser pregoner del Carnaval de Cadis.
El 2019 va presentar la seva primera novel·la Pepita, editada per Destino.

## Discografia

### Toreros Muertos
- 30 años de éxitos (1986).
- Por Biafra (1987).
- Mundo Caracol (1989).
- Toreros muertos: cantan en español (1992).
- Los Toreros Muertos (Antología) (2007).
- Toreros muertos: en vivo (2015).

### En solitari
- Aceitunas y Estrellas (2000).
- Rock and roll alimaña (2004).
- Atún y chocolate OST (BSO, 2004).
- Canciones de cerca (2012).

### Amb altres artistes
- És autor de la cançó "Ay que gustito pa mis orejas frías" del disc Gerundina (1995) de Raimundo Amador.
- 18 Boleros chulos (2003): El huerfanito, Yo te diré y Permítame.
- Y todo es vanidad: Homenaje a Javier Krahe (2004): Si lo llegó a saber.
- "El Kalimotxo de Mamá" (2007) de Kukuxumusu.[8]

### Cinema
- Los invitados (1987).
- Loco veneno (1989).
- Las aventuras de Ford Fairlane (Doblaje, 1990).
- Hora final (1992).
- Un momento, un momento... (1994).
- Dos por dos (1997).
- Mátame mucho (1998).
- Obra maestra (2000).
- Torrente 2: Misión en Marbella (2001).
- Lo mejor que le puede pasar a un cruasán (2003).
- El furgón (2003).
- Atún y chocolate (2004).
- Franky Banderas (2004).
- Un difunto, seis mujeres y un taller (2006).
- Tocata y fuga (2006).
- Ángeles S.A. (2007).
- Atasco en la nacional (2007).
- Campamento Flipy (2010).
- Miamor perdido (2018).
- Paella Today (2018).
- Lo nunca visto (2019).
- Los Lunnis y el libro mágico (2019).

### Teatre
- La curva de la felicidad (2009) (com Quino)
- Venecia bajo la nieve (2011) (en el paper de Ramón)
- Sin paga, nadie paga (2012) (com Juan)

### Sèries
- Aventura, Aventura (1990-1991).
- El peor programa de la semana (La 2, 1994)
- El inquilino (Antena 3, 2004)
- 1 Equipo (Cuatro, 2005-2006)
- Hospital Central (Telecinco, 2008-2012) com David Gimeno
- Gym Tony (Cuatro, 2015-2016), com Odiseo Gallardón
- La que se avecina (Telecinco, 2017), com Nicolás Monzón

### Programes
- La bola de cristal (La 1, 1984-1988)
- Caiga quien caiga (Telecinco, 1996-2002)
- La azotea de Wyoming (La 1, 2005)
- El intermedio (La Sexta, 2008)
- Splash! Famosos al agua (Antena 3, 2013), com a participant, eliminat en la 4a Gala
- Samanta y... (Cuatro, 2017), com invitat
- MasterChef (La 1, 2017), com a invitat
- Especial World Pride ¡qué orgullo! (Telemadrid, 2017), com a presentador
- Siete pecados capitales (Telemadrid, 2017), com a presentador
- Ven a cenar conmigo: Gourmet edition (Cuatro, 2019), com a participant.
- Deluxe (Telecinco, 2020), com a convidat

## Llibres
- El mundo de la tarántula, memorias, 2016[9]
- Pepita (2019)[10]